# Hara Toratane
Hara Toratane (jap. 原 虎胤; * 1497; † 1564) war ein Samurai der Sengoku-Zeit. Er wurde bekannt als einer der "24 Generäle". Er erhielt den Titel "Mino no Kami". Seine Familie war, bevor sie bei den Takeda in Dienst trat, eine Vasallenfamilie der Shimousa (Klan) von der Provinz Shimousa.
Er leistete einen großen Beitrag zum Sieg über Fukushima Masashige 1521 und erhielt den Ruf, einer der fähigsten Takeda-Generäle zu sein. Hara Toratane desertierte kurzzeitig im Jahre 1553 und schloss sich vorübergehend den Späteren Hōjō an, konnte aber kurze Zeit später zur Rückkehr überredet werden. Er war vor allem in den Schlachten um die Provinz Shinano aktiv und starb an den Wunden, die er bei der Schlacht von Warikadake 1561 davontrug. Er ist dafür bekannt, 53 mal verwundet gewesen zu sein und über 30 Schlachten geschlagen zu haben. Sein Lehen und sein Titel, Mino no Kami, ging mit seinem Tod an Baba Nobuharu, der dafür berühmt war, in keiner seiner 21 Schlachten je verwundet worden zu sein.

## Auftauchen in Medien
- 1988 "Takeda Shingen", Taiga Drama, NHK
- 2007 "Furinkazan" (風林火山), Taiga Drama